# Jean-Emmanuel Van den Bussche
Jean-Emmanuel Van den Bussche, pseudonimo di Joannes Emmanuel Van den Bussche (Anversa, 24 dicembre 1837 – Watermael-Boitsfort, 15 agosto 1908), è stato un pittore belga.

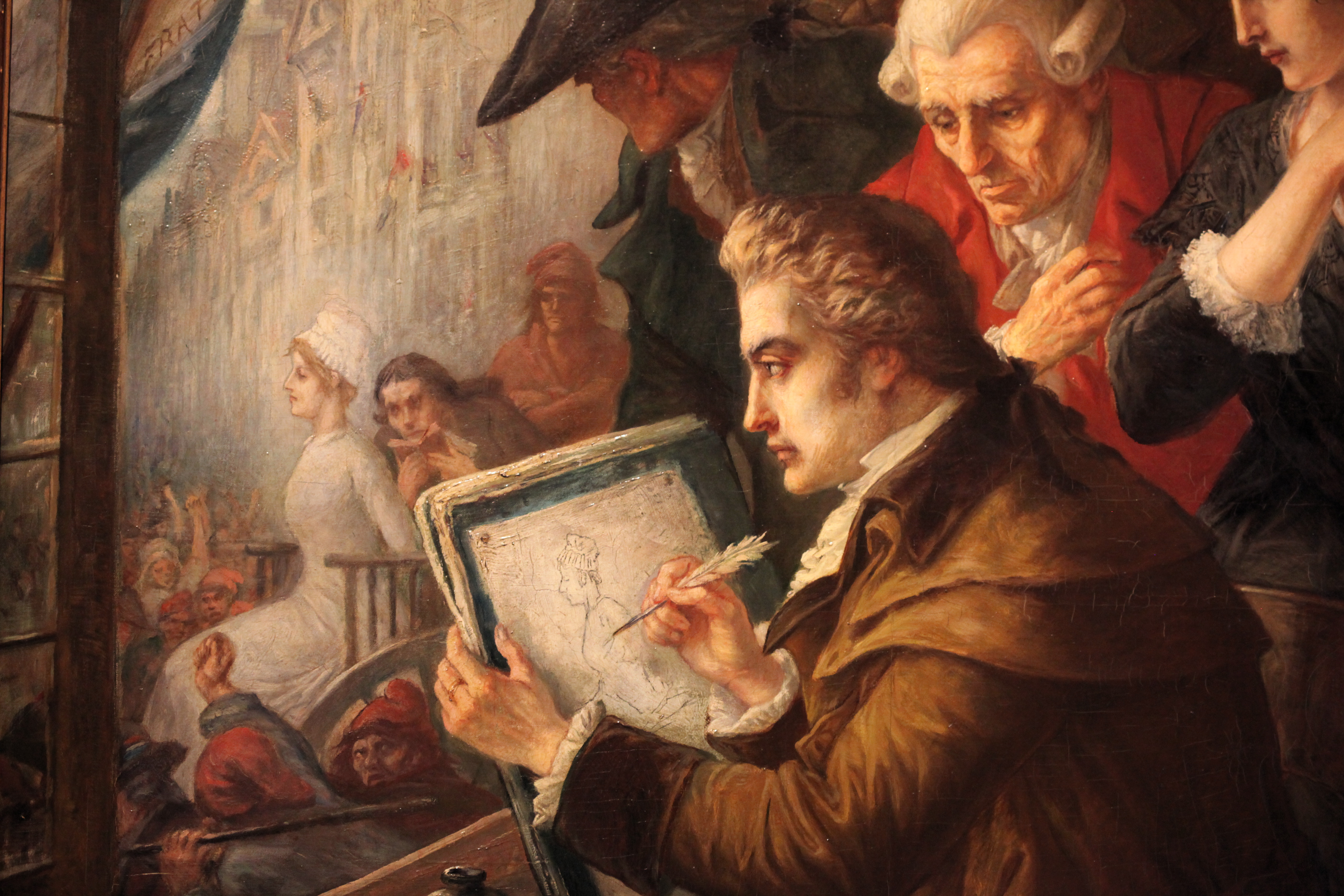
Le peintre David dessinant Marie-Antoinette conduite au supplice (1793)

La sua opera più celebre è Il pittore David mentre disegna Maria-Antonietta condotta al supplizio (titolo originale Le peintre David dessinant Marie-Antoinette conduite au supplice), del 1793, esposta al museo della Rivoluzione francese di Vizille.
Il commune di Schaerbeek, dove abitava in via Rogier 247, ha intitolato una strada in suo onore.